# تفجير كابل الانتحاري يناير 2018
انفجار كابول الانتحاري يناير 2018 هو انفجار لسيارة مفخخة في 27 كانون الثاني / يناير 2018 في كابول، أفغانستان نتج عن التفجير الانتحاري مقتل 100 شخصًا على الأقل وجرح ما لا يقل عن 140. أعلنت طالبان أنها وراء العملية.